# 打擊重奏
打擊重奏是由打擊樂器編排而成的音樂種類。樂器的種類不限，但雖名為打擊重奏，有時亦會使用到非打擊樂器（例如煞車鼓或者是哨子）。

## 著名曲
- 花迴廊/風龍
- 風航路/天馬
- LUNA
- MIRA
- Fire work
- ANGELS of the APOCALYPSE
- 行星組曲-木星
- SEI-RAI -Blue Thunder
- Plasma
- 兩人悲歌
- Ceremony
- Marching Season
- 祈りの光 一つの思い I

## 常見樂器
- 顫音琴
- 木琴
- 馬林巴琴
- 通通鼓
- 大鼓
- 定音鼓

值得注意的是，與管樂團不同，打擊重奏用到小鼓的機會較少。

## 職業傷害
一般來說，職業傷害通常為破皮，亦或者是拉傷。其中，破皮最為常見，由於四棒棒法容易造成拇指及食指磨損。拉傷則較常發生於鑼，或是大鼓的演奏。由於這兩者棒子較重，因此如果演奏者使用錯誤的方式演奏則容易造成拉傷。